# A partnerség nyomában
A partnerség nyomában (eredeti cím: Partner Track) 2022-es amerikai drámasorozat, amelyet Georgia Lee alkotott, Helen Wan The Partner Track című regénye alapján. A főbb szerepekben Arden Cho, Alexandra Turshen, Bradley Gibson, Dominic Sherwood és Rob Heaps látható.
Amerikában és Magyarországon 2022. augusztus 26-án mutatta be a Netflix.
2022 novemberében egy évad után törölték a sorozatot.

## Szereplők

### Főszereplők
| Szereplők       | Színész           | Magyar hang   | Leírás |
| --------------- | ----------------- | ------------- | --- |
| Ingrid Yun      | Arden Cho         | Gáspár Kata   | M&A ügyvéd, aki partner akar lenni az ügyvédi irodájában, a Parsons Valentine & Huntnál.                                                                |
| Rachel Friedman | Alexandra Turshen | Dobó Enikő    | Ingrid legjobb barátnője, aki a Parsons Valentine & Hunt peres ügyekben dolgozó ügyvédje.                                                               |
| Tyler Robinson  | Bradley Gibson    | Patkós Márton | Ingrid másik legjobb barátnője, aki szellemi tulajdonjoggal foglalkozó ügyvédként dolgozik a Parsons Valentine & Huntnál, és megpróbál partnerré válni. |
| Jeff Murphy     | Dominic Sherwood  | Renácz Zoltán | Ügyvéd, aki nemrég került át a Parsons Valentine & Hunt londoni irodájából, és Ingrid 6 évvel ezelőtti egyéjszakás kalandja.                            |
| Nick Laren      | Rob Heaps         | Hajdu Tibor   | Ingrid szerelme. |
| Dan Fallon      | Nolan Gerard Funk | Nikas Dániel  | Ügyvéd a Parsons Valentine & Huntnál, aki megpróbál partnerré válni.                                                                                    |
| Marty Adler     | Matthew Rauch     | Bognár Tamás  | M&A ügyvezető partner a Parsons Valentine & Hunt-nál.                                                                                                   |
| Justin Coleman  | Roby Attal        | Gacsal Ádám   | Ingrid jogi asszisztense a Parsons Valentine & Hunt-nál.                                                                                                |

### Mellékszereplők
| Szereplők              | Színész          | Magyar hang     |
| ---------------------- | ---------------- | --------------- |
| Lina Yun, Ingrid húga  | Lena Ahn         | Laudon Andrea   |
| Zi-Xin 'Z' Min         | Desmond Chiam    | Markovics Tamás |
| Margo                  | Catherine Curtin | Kocsis Mariann  |
| Ted Lassiter           | Fredric Lehne    | Tarján Péter    |
| Anthony, Taylor pasija | Ronald Peet      | Pál Tamás       |
| Hunter Reed            | Zane Phillips    | Baráth István   |
| Todd Ames              | Will Stout       | Szatory Dávid   |
| Carter Min             | Rich Ting        | Horváth Illés   |

### Magyar változat
- Magyar szöveg: Berkes Dóra
- Hangmérnök: Salgai Róbert
- Vágó: Házi Sándor
- Gyártásvezető: Kablay Luca
- Szinkronrendező: Molnár Ilona
- Produkciós vezető: Haramia Judit

A szinkront az Iyuno Hungary készítette.

## Epizódok
| Sor. | Év. | Cím                                                     | Rendező             | Író              | Premier             |
| ---- | --- | ------------------------------------------------------- | ------------------- | ---------------- | ------------------- |
| 1.   | 1.  | Jelentős hátrányos változások (Material Adverse Change) | Julie Anne Robinson | Georgia Lee      | 2022. augusztus 26. |
| 2.   | 2.  | Metastratégia (Meta-Strategy)                           | Julie Anne Robinson | Sarah Goldfinger | 2022. augusztus 26. |
| 3.   | 3.  | Helyszínváltozás (Change of Venue)                      | Kevin Berlandi      | Conway Preston   | 2022. augusztus 26. |
| 4.   | 4.  | Felülvizsgálat (Due Diligence)                          | Kevin Berlandi      | Nikki Goldwaser  | 2022. augusztus 26. |
| 5.   | 5.  | Irodán kívül (Out of Office)                            | Tanya Wexler        | D.C. Rogers      | 2022. augusztus 26. |
| 6.   | 6.  | Ügyfélkapcsolatok (Client Relations)                    | Tanya Wexler        | Kim Shumway      | 2022. augusztus 26. |
| 7.   | 7.  | Beszédtémák (Talking Points)                            | Lily Mariye         | Katie Do         | 2022. augusztus 26. |
| 8.   | 8.  | Közvetett károk (Consequential Damages)                 | Lily Mariye         | Mira Z. Barnum   | 2022. augusztus 26. |
| 9.   | 9.  | Formalitás (Pro Forma)                                  | Adam Brooks         | Kim Shumway      | 2022. augusztus 26. |
| 10.  | 10. | Hajnali rajtaütés (Dawn Raid)                           | Adam Brooks         | Georgia Lee      | 2022. augusztus 26. |

## A sorozat készítése
2021. szeptember 14-én a Netflix tíz epizódból álló berendelést adott a produkciónak. A sorozat fejlesztője Georgia Lee. A sorozat Helen Wan 2013-as The Partner Track című regényén alapul, aki a sorozat tanácsadója. Julie Anne Robinson rendezte a sorozat első két epizódját. A sorozatot New Yorkban forgatták.